# 薩德爾里弗 (新澤西州)
薩德爾里弗（英語：Saddle River）是位於美國新澤西州伯根縣的自治市鎮。

## 人口
根據2020年美國人口普查的數據，薩德爾里弗的面積為12.86平方千米，當中陸地面積為12.73平方千米，而水域面積為0.13平方千米。當地共有人口3372人，而人口密度為每平方千米262人。